# Sherlyn
Sherlyn, teljes nevén Sherlyn Montserrat González Díaz (Guadalajara, Jalisco, Mexikó, 1985. október 14. –) mexikói énekes–színésznő.

## Élete és pályafutása
Karrierjét 1994-ben kezdte. 2002-ben szerepet kapott a Clase 406 című telenovellában, amelyben együtt dolgozott Anahíval és Christian Chávezzel.
2009-ben csatlakozott a Camaleones együtteshez.
2013-ban férjhez ment Gerardo Islas Maldonado-hoz.

## Filmográfia

### Telenovellák
- Antes muerta que Lichita (2015) - Margarita "Magos" Gutiérrez López
- Amores verdaderos (Rabok és szeretők) (2012-2013) -  Liliana "Lili" Arriaga Corona / Lucia Celorio Balvanera
- Una familia con suerte (2011-2012) - Ana Isabel López Torres
- Camaleones (2009) - Solange "Sol" Ponce de León
- Mujeres asesinas (2009) - Laura
- Cuidado con el ángel (Árva angyal) (2008-2009) - Rocio San Román Bustos
- Fuego en la sangre (2008) - Libia Reyes-Robles
- Ugly Betty (2006)
- Alborada (2005) - Marina Valdez
- Corazones al límite (2004) - Concepcion "Conny" Perez Ávila
- Clase 406 (2002)-(2003) - Gabriela "Gaby" Chávez
- La intrusa  (A betolakodó) (2001) - Maria de la Cruz "Maricruz" Roldán Limantur (Magyar hang: Simonyi Piroska)
- Bonita (2001) - Milagros
- Mi destino eres tu (2000) - Georgina "Gina" San Vicente Fernandez
- Amor gitano (1999) - Rosalinda
- Huracán (1998) - Daniela
- Marisol (1996) - Sofia "Piojito"
- Agujetas de color de rosa (1994) - Clarita

### Filmek
- Nikte (2009)
- La venganza del valle de las muñecas (2008)
- Llamando a un ángel (2007)
- Una de balazos (2005) - Assassin
- Juego de niños (2002) - Teresa
- Serafín: La película (2001) - Elisa
- La segunda noche (1999) - Laura
- Campo de ortigas (1998) - Penelope
- Elisa antes del fin del mundo (1997) - Elisa
- Profundo carmesí (1996) - Teresa
- Cilantro y perejil (1995) - Mariana
- Zapatos viejos (1993) - Mary